# Pristaulacus editus
Pristaulacus editus är en stekelart som först beskrevs av Cresson 1880.  Pristaulacus editus ingår i släktet Pristaulacus och familjen vedlarvsteklar. Inga underarter finns listade i Catalogue of Life.